# Oda Maria Hove Bogstad
Oda Maria Hove Bogstad (Moi, 1996. április 24. –) norvég női labdarúgó. A norvég bajnokságban érdekelt Sandviken kapusa.

## Pályafutása

### Klubcsapatokban
A harmadosztályú Tonstad IL csapatánál fedezte fel a Klepp együttese, ahol a juniorokkal a másod- és harmadosztályban építette karrierjét. 2014-ben az első csapatnál mutatkozhatott be a Toppserien pontvadászatában, majd 2016-ban kölcsönjátékosként került az Amazon Grimstad gárdájához 12 mérkőzés erejéig.
A következő szezonban már első számú kapusként védhette a Klepp kapuját az idény végéig, amikor a liga újoncához, a fővárosi Lynhez távozott. A bajnokság végén klubja osztályzó mérkőzésekre kényszerült, Bogstad pedig kapott gól nélkül hozta le mindkét meccset és tartotta életben a Lyn elsőosztályú tagságát.
Az elkövetkezendő idényben az Arna-Bjørnar keretéhez került és 19 találkozón védett a 2019-es pontvadászatban. Az év végén egy újabb klubváltással az IL Sandviken ajánlatát fogadta el.

### A válogatottban
A korosztályos válogatottakban összesen 17 meccsen lépett pályára és 2017 óta a felnőtt keret harmadik portása, debütálására azonban még nem került sor.

## Sikerei

### Klubcsapatokban
- Norvég bajnok (1):
- Sandviken (1): 2021

### A  válogatottban
Norvégia
- Algarve-kupa bronzérmes (1): 2020